# Knut (jegesmedve)

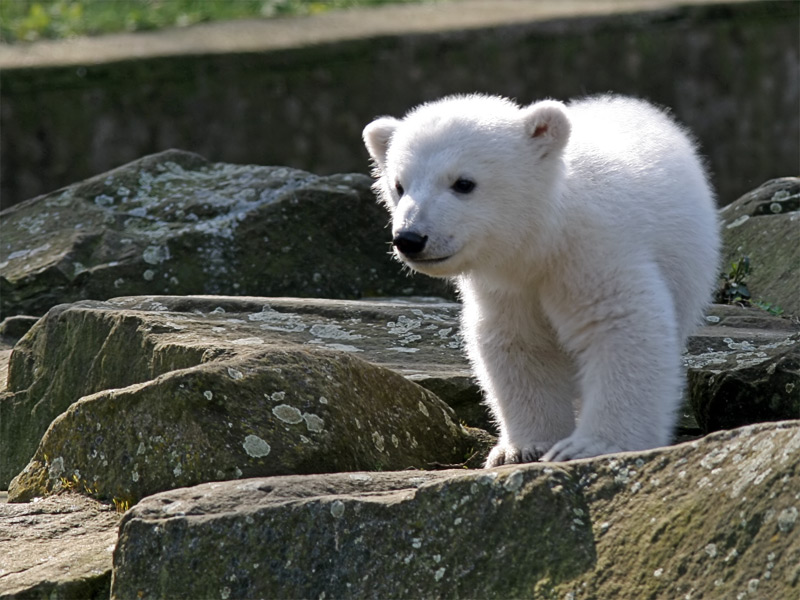
Knut jegesmedvebocs a Berlini Állatkertben 2007. március 24-én

Knut 2011-ben

Knut (Berlin, 2006. december 5. – Berlin, 2011. március 19.) a Berlini Állatkert népszerű hím jegesmedvéje (Ursus maritimus).
Knut anyja – Tosca – 1986-ban Kanadában, apja – Lars – 1993. december 12-én a müncheni állatkertben született.
Knutot születése után anyja eltaszította magától. Thomas Dörflein állatgondozó 2008-ban bekövetkezett haláláig gondozta Knutot. A jegesmedve hamarosan az állatkert jelképe lett.
Knut négyéves korában váratlanul elpusztult. (A jegesmedvék fogságban kb. 30 évig élnek.) 2011. március 19-én délután Knut éppen napozott, amikor hirtelen felpattant, remegve körbeforgott párszor, majd görcsösen a vízbe esett és mintegy 600 látogató szeme láttára kimúlt. Halálát a vizsgálatok szerint agyvelőgyulladás okozta. A gyulladás következtében a gerincvelő is súlyosan károsodott. Egy 2010 nyarán zárult kétéves kutatás szerint a jegesmedve „komoly és aggasztó pszichológiai problémákkal” küzdött.
Az állat tetemét kitömték és a berlini Természettudományi Múzeumban állították ki, noha sokan tiltakoztak a kitömés ellen. Szobrot is állítottak neki az állatkertben.